# Provincie Inaba

Mapa japonských provincií se zvýrazněnou provincií Inaba

Provincie Inaba (japonsky: 因幡国; Inaba no kuni) byla stará japonská provincie ležící v regionu Čúgoku na ostrově Honšú. Na jejím území se dnes rozkládá východní část prefektury Tottori. Sousedila s provinciemi Harima, Hóki, Mimasaka a Tadžima.
Hlavním městem provincie bylo hradní město Tottori.